# Dobermann
Dobermann (sau Doberman Pinscher) este o rasă de câine de pază originară din Germania.
Apariția acestei rase este strâns legată de activitatea germanului Karl Friedrich Louis Dobermann,un funcționar din Apolda-Turingia, care și-a propus, la sfârșitul anilor 1800, să creeze câinele de pază perfect. Cu sprijinul unui compatriot, Otto Goeller, acest deziderat a fost atins în anul 1890, anul oficial de apariție a rasei Dobermann. Rasele folosite în programul de încrucișări controlate și de selecție au fost Rottweiler, Pinscher cu părul neted, Beauceron (un câine ciobănesc întâlnit în nordul Franței), Marele Danez și Manchester Terrier. De asemenea, s-au produs unele ameliorări succesive utilizându-se exemplare din rasa Old German Sheperd Dog, Ogar Englez și Weimaraner.

## Istoric rasă

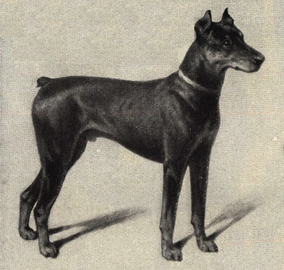
Dobermann în 1909

Denumiți alternativ și Dobermann Pinscher sau, simplu, Doberman, acești câini au fost obținuți pentru prima oară în orașul Apolda din landul Thuringia. Karl Friedrich Louis Dobermann, "părintele rasei", era colector de taxe, o meserie primejdioasă în acea perioadă pentru că stârnea multe resentimente în rândul cetățenilor, unii neezitând să le dea o formă concretă. De aceea, el s-a gândit că un câine de pază și protecție impunător și capabil să intimideze eventualii agresori prin simpla prezență ar fi foarte potrivit în contextul dat. Obiectivul pe care și l-a propus a fost acela de a reuni într-un exemplar canin de talie mijlocie combinația ideală intre forță, loialitate, inteligență și ferocitate. Munca sa a fost desăvârșită în timp de Otto Goeller și Phillip Gruening. Modul în care diferitele rase de câini au fost folosite la încrucișările care au permis apariția Dobermann-ului nu se cunoaște cu exactitate. Singurele contribuții documentate la crearea rasei sunt încrucișările cu Ogarul Englez și cu Manchester Terrier-ul. Recunoașterea oficială a rasei a venit în 1900. În anul 1921 ia ființă Dobermann Pinscher American Club.

## Descriere fizică

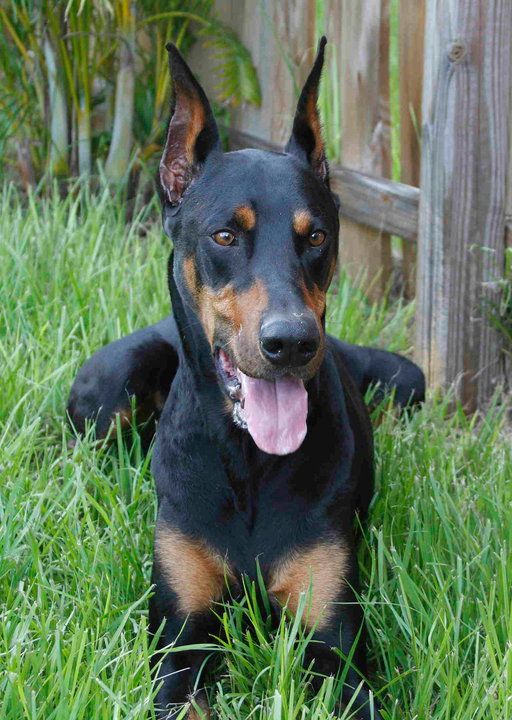
Dobermann cu culoarea tradiţională

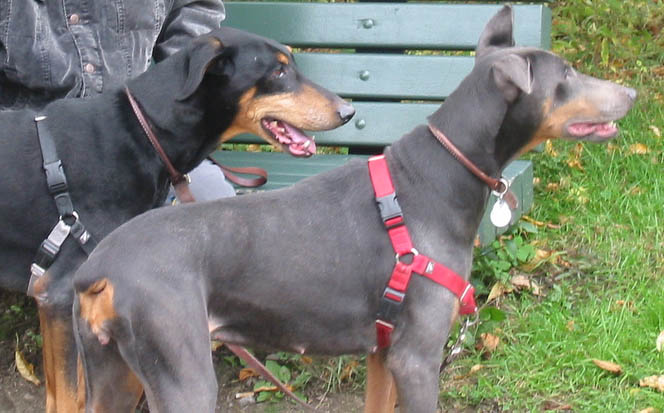
Un exemplu a varietăţii culorilor: un Dobermann negru şi unul albastru

Câini cu alură foarte elegantă, care dau impresia de noblețe înnăscută. Corpul este compact, bine balansat și musculos. Dobermann este un câine foarte puternic pentru talia sa, cu spatele scurt, gâtul musculos,piept nu foarte lat și picioare lungi. Linia abdomenului este suplă,dar nu trebuie să amintească de a ogarilor.Blana este dispusă pe un sigur strat, și este alcătuită din fire scurte, lucioase, groase și foarte aderente la corp.Culoarea : fond negru sau castaniu,arămiu,deasupra ochilor,obraji,piept,extremitățile membrelor și perianal.Botul este lung,dar puternic ,cu dantura foarte bine dezvoltată și mușcătură ,neurocraniul și splahnocraniul au aceeași lungime.Ochii de culoare închisă (nuanțe de căprui) sunt plasați la distanță, ușor migdalați și foarte expresivi. Urechile acestor câini se cupează în mod tradițional. Și coada se taie scurt, de regulă în a 3-a zi de viață. Fără intervenții, coada și urechile sunt asemănătoare cu cele ale copoiului ca formă și mărime. Membrele acestui câine sunt perfect paralele, mersul său fiind unul elastic, uniform, cursiv, cu o foarte bună acoperire a terenului.

## Personalitate
Sunt câini de pază care simt nevoia unei coordonări și cooperări permanente din partea omului. Ei dau dovadă de vitalitate, o foarte bună energie,loialitate și fac dovada unei agilități deosebite. Dobermann este un câine inteligent, răspunde foarte bine în dresaj și etalează o atitudine pozitiv-afirmativă, dovedindu-se supus și cooperant în fața unui instructor versat și experimentat. Acești câini sunt neînfricați și foarte determinați atunci când sunt puși în fața unei amenințări sau a unei sarcini de lucru. Posedă o doză semnificativă de ferocitate dar care poate fi ținută strict sub control. Nu sunt atât de agresivi și periculoși pe măsura reputației, dar trebuie luați în seamă. Femelele sunt adesea mai încăpățânate și mai greu de educat decât masculii.

## Îngrijire și sensibilitate boli
Dobermann este un animal foarte sensibil la răceli. Blana se întreține ușor și nu ridică probleme de îngrijire ieșite din comun. Afecțiunile față de care este cel mai expus: dilatația cardiacă, maladia Wobbler, alopecia, osteosarcomul și displazia de șold.

## Condiții de viață
Trebuie protejați în anotimpul rece, căci blana subțire nu le oferă o protecție termică suficientă. În rest, sunt câini de exterior, le place să patruleze un perimetru împrejmuit, au nevoie de mișcare și exerciții. Simt nevoia unui contact cât mai strâns cu membrii familiei, nu reacționează bine dacă sunt izolați și ignorați.

## Dresaj
Prezintă un instinct de protejare a stăpânului foarte puternic și nu au nevoie de instructaj specific pentru a fi calificați ca și câini de pază. Patrulează foarte eficient un perimetru și țin la distanță fără eforturi prea mari eventualii intruși. Excelează în dresajul de supunere, dar este nevoie de fermitate și de stimulare pozitivă pentru obținerea celor mai bune rezultate. Dobermann este deseori utilizat ca și câine-ghid pentru persoanele cu dizabilități. Nu trebuie exacerbate sub nici o formă pornirile agresive. Nu este recomandat să fie lăsat nesupravegheat în prezența copiilor de vârste mici. Este periculos cu cei necunoscuți.

## Utilitate
Este un câine de pază înnăscut, plasat pe o poziție fruntașă în topul celor mai bune rase cu asemenea abilități, se dovedește un protector loial al familiei și un bun companion pentru persoanele active, care desfășoară un program variat de exerciții și antrenamente sportive. Poate performa cu rezultate bune ca și câine de urmă, poate fi utilizat în programe cu rol terapeutic, se regăsește printre rasele canine utilizate de forțele de poliție în serviciul specific.